# Siriella castellabatensis
Siriella castellabatensis är en kräftdjursart som beskrevs av Ariani och Spagnuolo 1975. Siriella castellabatensis ingår i släktet Siriella och familjen Mysidae. Inga underarter finns listade i Catalogue of Life.